# Рудрадаман II
Рудрадаман II — правитель древнеиндийского государства Западных Кшатрапов в IV веке.

## Биография
Э. Рэпсон затруднился указать точную родственную связь Рудрадамана II с другими предшествующими ему членами правящей династии.
На монетах своего сына Рудрасены III Рудрадаман II назван великим кшатрапом, однако нумизматический материал, выпущенный при самом Рудрадамане, не найден. По мнению П. Тэндона, это даёт повод усомниться в том, что Рудрадаман II действительно был махакшатрапом. Учёным высказано предположение, что некоторые потомки Ясодамана II продолжали считать себя верховными правителями даже когда лишились реальной власти. Однако, по предположению С. Кайлаша, Рудрадаман мог всё-таки управлять страной «в течение двух или трёх лет перед 348 годом н. э.», то есть началом правления Рудрасены III. Некоторые исследователи полагают, что длительный шестнадцатилетний (с 332 по 348 годы) промежуток в чеканке монет с именами махакшатрапов не имеет причиной какие-то иноземные вторжения, а связан с периодом междоусобиц.